# Ok (Vulkan)
Der Ok (isländisch ok ‚Joch‘) ist ein Schildvulkan in Island. Er befindet sich auf dem Gemeindegebiet von Borgarbyggð. Seine Höhe beträgt 1198 m.

## Lage und Beschreibung
Der erloschene Vulkan liegt zwischen dem Reykholtsdalur, den er um ca. 800 m überragt, und der Kaldidalur-Hochlandpiste im Westen der Insel.
Gegenüber, an der östlichen Seite des Kaldidalur, befinden sich die Gletscher Þórisjökull und der zweitgrößte isländische Gletscher Langjökull.

## Geologie
Der Ok ist ein Schildvulkan, der hauptsächlich aus Olivinbasalt besteht und ca. 110.000 bis 130.000 Jahre alt ist, d. h., er entstand in einer der Warmzeiten der Eiszeit. Der Berg ist einer der größten seiner Art, wurde jedoch im Gegensatz etwa zum Skjaldbreiður von den Gletschern der Eiszeit auch erodiert, was z. B. die schroffen Felsen auf seiner Westseite erklärt.
Ein großer Hauptkrater ziert den Gipfel des Schildvulkans.

### Okjökull
Gletschermoränen in der Umgebung zeugen von kälteren Epochen. Lange Zeit war der Gipfel des Ok vergletschert. Durch die Erderwärmung ging die Ausbreitung des als Okjökull (isländisch für ‚Ok-Gletscher‘) bezeichneten Gletschers jedoch stetig zurück, während sich durch das Schmelzwasser ein kleiner See im Hauptkrater bildete. 2012 war die Eisfläche auf nur noch 0,7 Quadratkilometer geschrumpft, 2014 verlor der Okjökull schließlich den Status als Gletscher: Seine noch vorhandene Masse aus Eis und Schnee war nicht mehr mächtig genug, um sich durch das eigene Gewicht zu bewegen („fließen“), so dass er nicht mehr die Definition eines Gletschers erfüllte. Ausschlaggebend hierfür war nicht die Oberfläche, sondern die Dicke.
Am 18. August 2019 wurde am Fuße des Ok eine Gedenktafel angebracht, die als „Brief an die Zukunft“ gestaltet ist. Laut diesem Brief wissen die Absender sowohl auf Isländisch als auch auf Englisch vom Gletscherschwund und auch davon, was gegen den fortschreitenden Klimawandel zu tun ist. Nur die zukünftigen Leser wüssten, ob etwas getan worden sei.

## Wandern auf den Ok
Meistens steigt man vom großen Steinmännchen Beinakerling an der höchsten Stelle der Kaldidalur-Piste auf.